# 1996 HT15
1996 HT15 är en asteroid i huvudbältet som upptäcktes den 18 april 1996 av den belgiske astronomen Eric W. Elst vid La Silla-observatoriet.
Asteroiden har en diameter på ungefär 5 kilometer och den tillhör asteroidgruppen Koronis.